# واگن ویژه بانوان

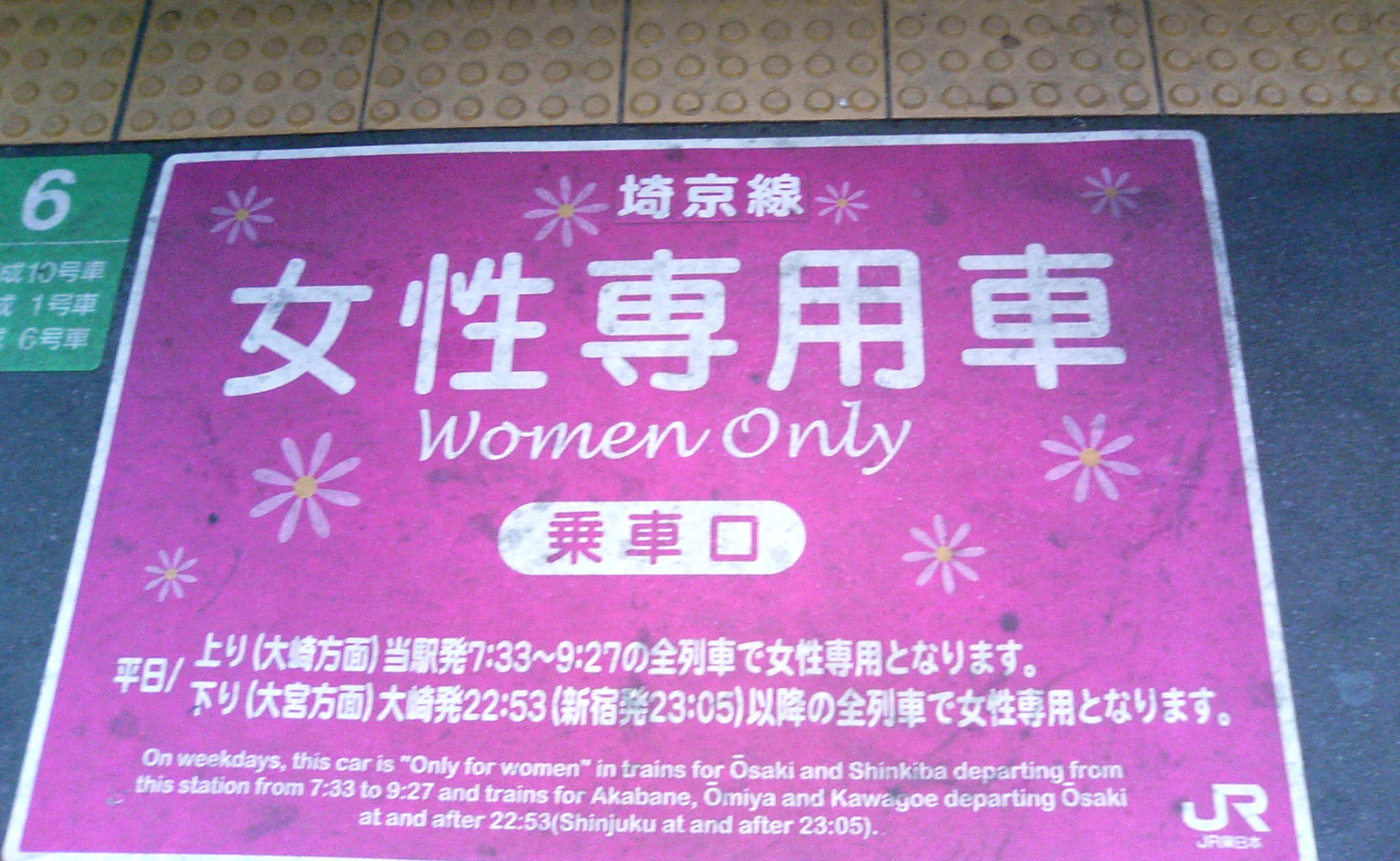
تابلویی بر روی سکوی ریلی در ژاپن که نشان دهنده محل سوار شدن برای واگن‌های ویژه بانوان است.

واگن‌های مسافری ویژه زنان، به واگن‌هایی در قطار یا مترو گفته می‌شود که فقط برای زنان در نظر گرفته شده‌اند. آنها نتیجه جداسازی جنسی در برخی جوامع هستند.

## آفریقا

### مصر
در تمام قطارهای مترو قاهره، دو واگن وسط (چهارم و پنجم) هر قطار برای بانوان در نظر گرفته شده‌است (کاربری واگن پنجم بعد از ساعت ۹ شب به صورت مختلط تبدیل می‌شود). این واگن‌ها برای زنانی استفاده می‌شود که نمی‌خواهند با مردان در یک واگن سوار شوند. با این حال، زنان هنوز هم می‌توانند آزادانه سوار واگن‌های دیگر شوند. این سیاست برای محافظت از زنان در برابر آزار و اذیت جنسی توسط مردان ارائه شده‌است.

## قاره آمریکا

### برزیل

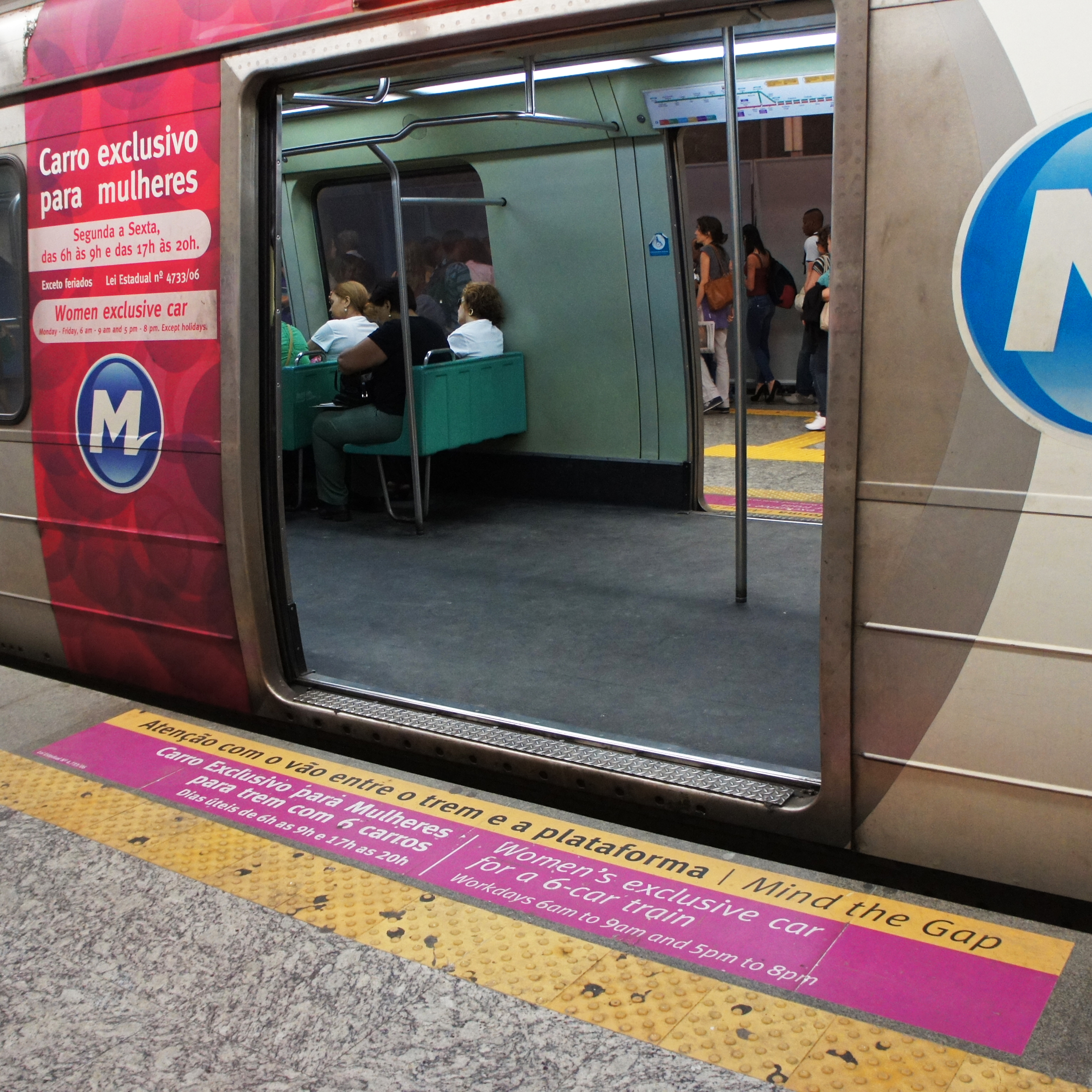
واگن متروی مخصوص زنان در متروی ریودوژانیرو.

در آوریل ۲۰۰۶، مترو ریودوژانیرو دستور تعیین شده توسط قانون ایالتی را اجرا کرد. در ماه‌های گذشته تصویب شد که برای جلوگیری از آزار و اذیت جنسی، واگن‌های مسافربری اختصاص داده شود. برای قطارهای دارای شش واگن مسافری، یک واگن مترو با رنگ‌های صورتی به‌عنوان انحصاری برای زنان مشخص شده‌است و محدودیت‌های مخصوص زنان از دوشنبه تا جمعه در ساعات شلوغی بین ساعت‌های ۶ تا ۹ صبح و بین ساعت ۵ تا ۹ شب اعمال می‌شود. پلیس مترو برای جلوگیری از سوار شدن مردان به واگن مسافری اختصاصی، پلیس مترو را اجرا می‌کند و روی سکو علامتی روی زمین وجود دارد که نشان‌دهنده نقطه سوار شدن برای واگن‌های مخصوص زنان است.
سیاست مشابهی در مترو سائوپائولو بین اکتبر ۱۹۹۵ و سپتامبر۱۹۹۷ اجرا شد، اما Companhia Paulista de Trens Metropolitanos (CPTM) تصمیم گرفت پس از برخی شکایات زوج‌های متأهل به این جداسازی ادامه ندهد و از هرگونه نقض احتمالی ماده ۵ قانون اساسی برزیل جلوگیری کند. که برابری بین شهروندان را تضمین می‌کند.

### مکزیک
اتوبوس‌های مخصوص زنان در سال ۲۰۰۸ در مکزیکوسیتی اجرا شد. متروی مکزیکوسیتی دارای واگن‌های مخصوص زنان است.
مکزیکوسیتی همچنین دارای تاکسی‌ها و اتوبوس‌هایی برای زنان است که «خط صورتی» نامیده می‌شوند.

## آسیا

### ژاپن

#### تمرین فعلی

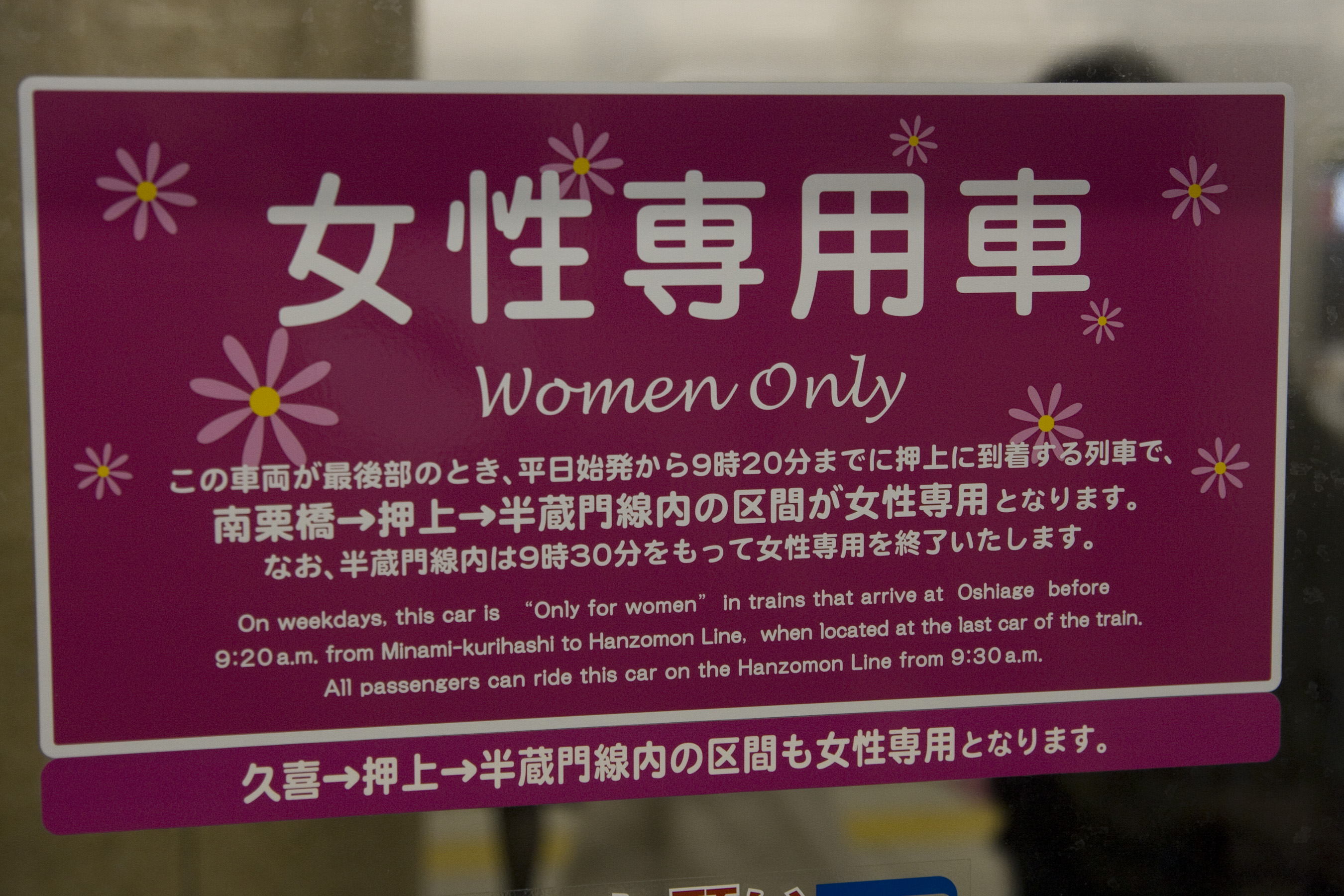
تابلوی «فقط زن» در واگن متروی توکیو

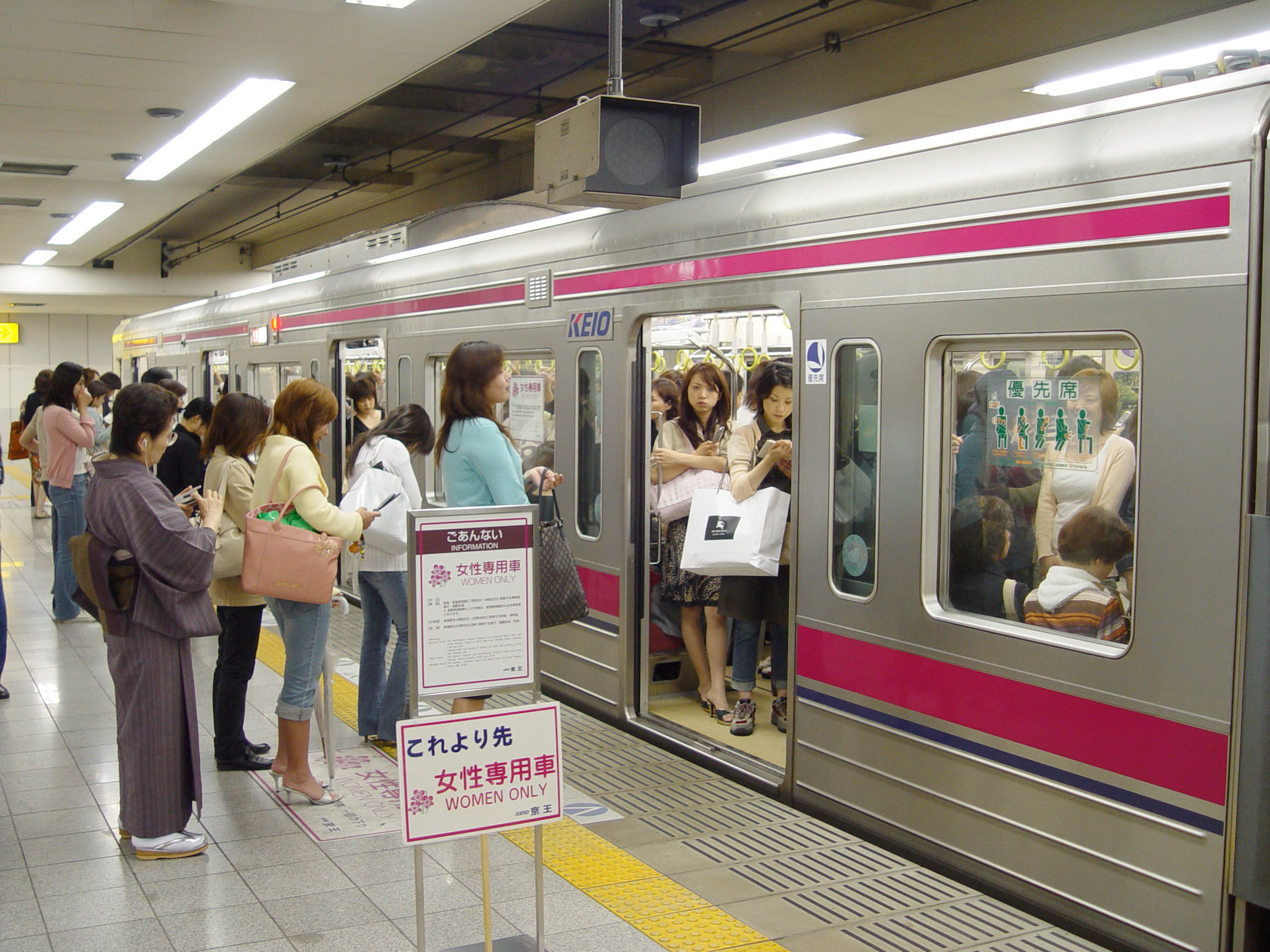
مسافرانی که در خط کیئو در ایستگاه شینجوکو در توکیو منتظر سوار شدن واگن مخصوص زنان هستند.

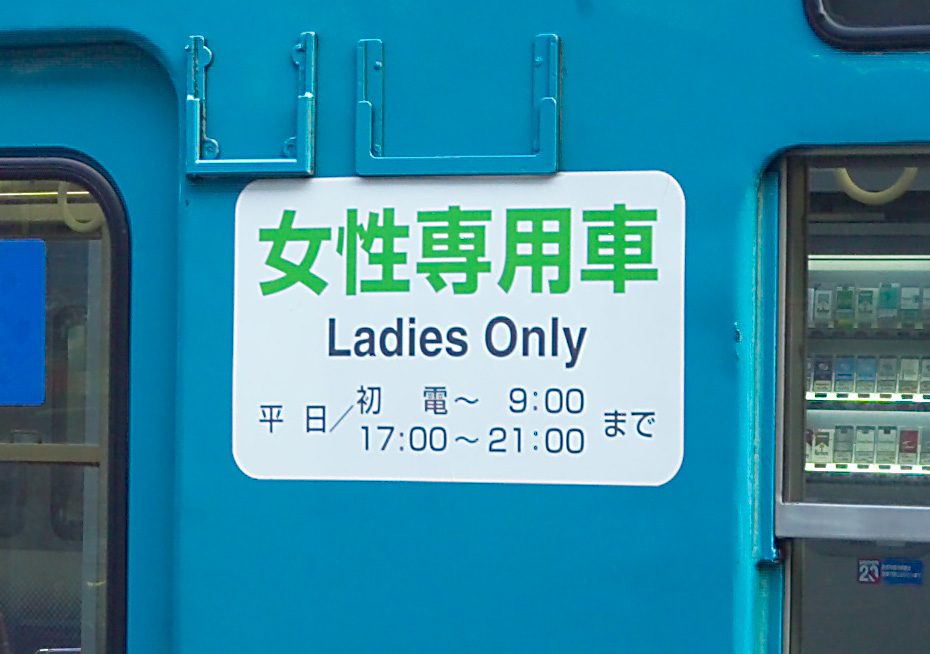
علامت کنار در مربی

در ژاپن، واگن‌های مخصوص زنان برای مبارزه با رفتارهای زشت، به‌ویژه دست مالی زدن (چیکان) معرفی شدند. خط‌مشی‌های مربوط به زنان از شرکتی به شرکت دیگر متفاوت است: برخی از آنها در ساعات شلوغی، برخی دیگر در طول روز اعمال می‌شوند، در حالی که برخی خودروهای مخصوص زنان را به قطارهای خدمات سریع محدود می‌کنند، زیرا معمولاً شلوغ‌تر هستند و فواصل نسبتاً طولانی‌تری بین توقف‌ها دارند. اما به‌طور کلی، این سیاست فقط در روزهای هفته به استثنای روزهای تعطیل مؤثر است. سکوها و درهای قطار با علائمی نشان می‌دهند که محل سوار شدن خودروها و روزها و زمان‌هایی که خودروها فقط زنانه هستند، مشخص شده‌اند. اگرچه این واگن‌ها مختص زنان در نظر گرفته شده‌اند، اکثر اپراتورهای قطار در ژاپن به دانش‌آموزان پسر مدارس ابتدایی، افراد معلول و دستیاران آنها اجازه می‌دهند که فقط زنان سوار شوند.

### امارات متحده عربی
هر قطار در سیستم مترو دبی دارای یک واگن مشخص است که فقط برای زنان و کودکان بین ساعت ۷:۰۰ تا ۹:۰۰ و ۱۷:۰۰ تا ۲۰:۰۰ در روزهای هفته است. مردانی که در این زمان‌ها وارد کالسکه می‌شوند ۱۰۰ درهم امارات (۲۷٫۲۵ دلار آمریکا) جریمه می‌شوند. کالسکه‌های مخصوص زنان در گذشته نیمی از کالسکه با خط مرزی بود که فاصله بین فضای معمولی و فضای مخصوص زنان را مشخص می‌کرد. روزانه حدود ۹۸ جریمه در مورد کالسکه‌های مخصوص زنان صادر می‌شود.

### هندوستان

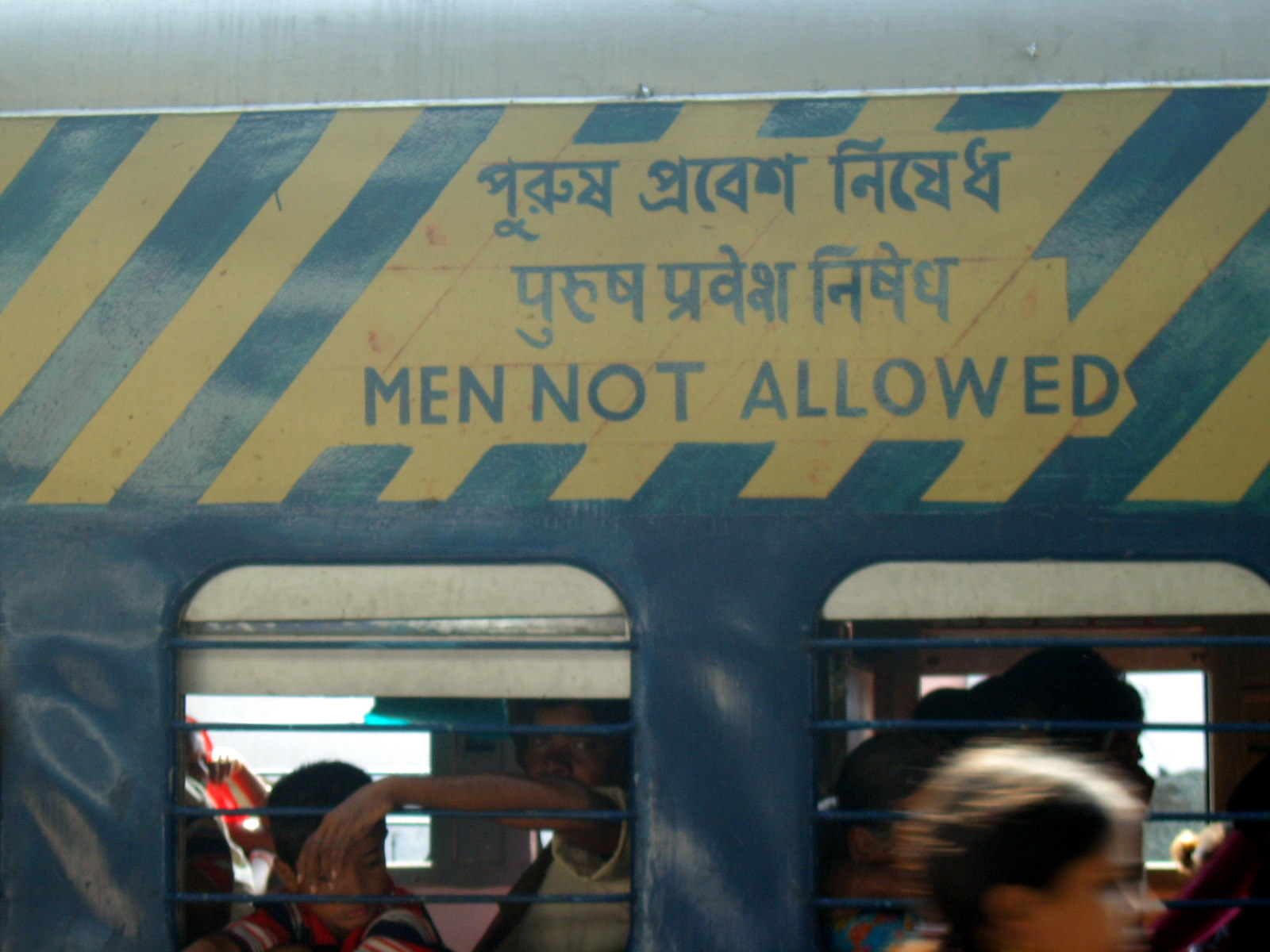
واگن مخصوص زنان در هند

### اندونزی

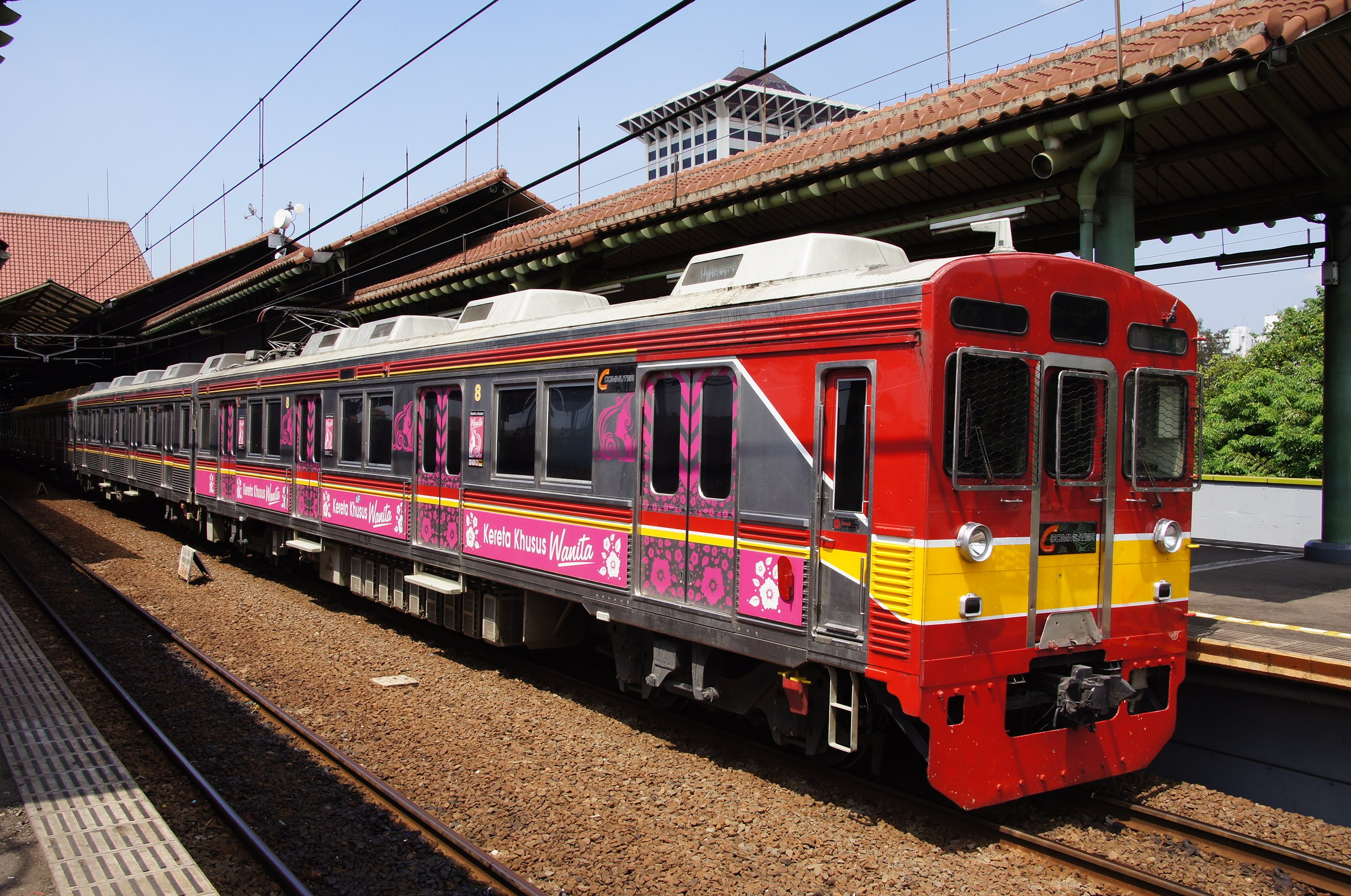
یک واگن مخصوص زنان در جلوی قطار شهری کی آر آل جاکارتا در منطقه جاکارتا، نوامبر ۲۰۱۱
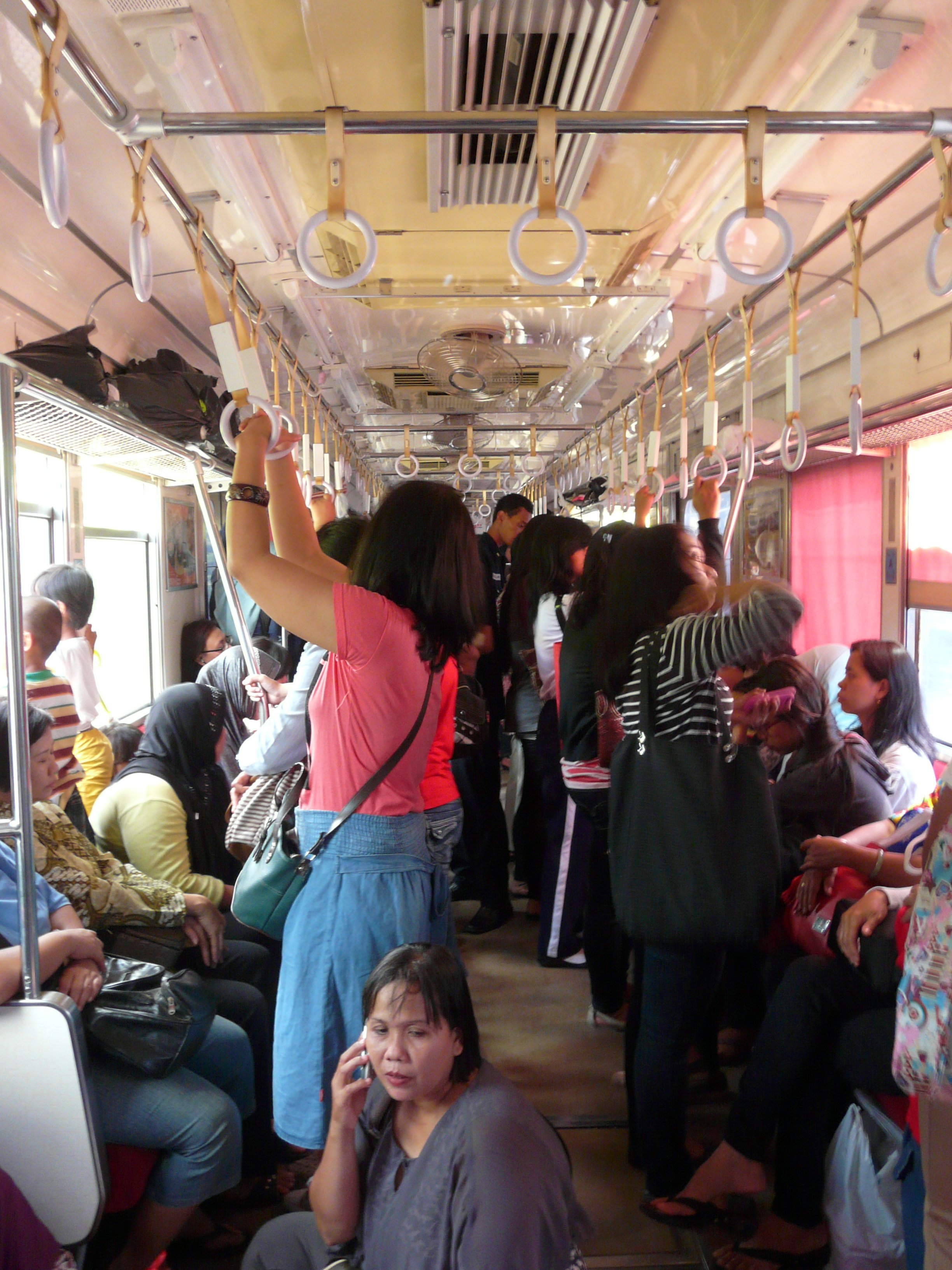
نمای داخلی یک واگن مخصوص زنان در قطار شهری کی آر آل جاکارتا در منطقه جاکارتا، نوامبر ۲۰۱۱

### ایران
در حال حاضر خودروهای سواری مخصوص بانوان حداقل در تهران و مشهد وجود دارد.

### مالزی
آزار و اذیت جنسی در مالزی امری رایج است و از سال ۲۰۱۰ قطارهای راه‌آهن مالزی از واگن‌ها صورتی رنگ مخصوص زنان به عنوان وسیله ای برای کاهش آن استفاده می‌کنند. همچنین از سال ۲۰۱۰ اتوبوس‌های مخصوص زنان در کوالالامپور وجود دارد. در سال ۲۰۱۱، دولت خدمات تاکسی مخصوص زنان را در منطقه بزرگ کوالالامپور راه اندازی کرد. تاکسی‌ها دارای راننده زن هستند و به صورت شبانه‌روزی کار می‌کنند.

### تایوان
مانند ژاپن، تایوان نیز در سال ۲۰۰۶ دارای واگن‌های ویژه زنان در خدمات محلی TRA بود. اما از آنجایی که خودروها تأثیر مطلوبی بر تبعیض جنسیتی نداشتند، پس از ۳ ماه لغو شدند. همچنین بخش‌های انتظار فقط برای زنان در زمان‌های خاص (مثلاً در ساعات شب در متروی تایپه) نیز وجود دارد.

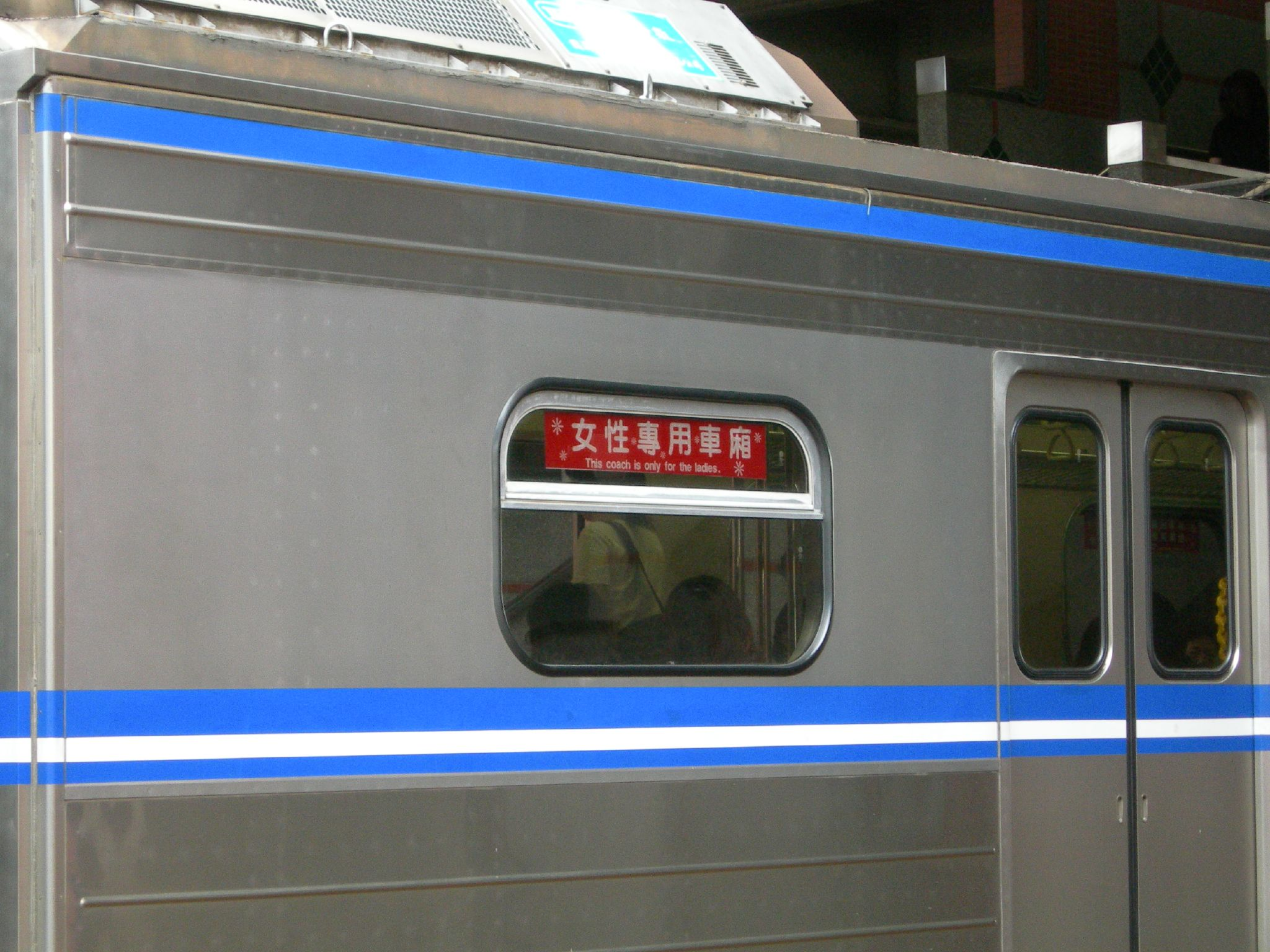
ماشین مخصوص زنان در قطار TRA EMU در تایوان، ژوئن ۲۰۰۶
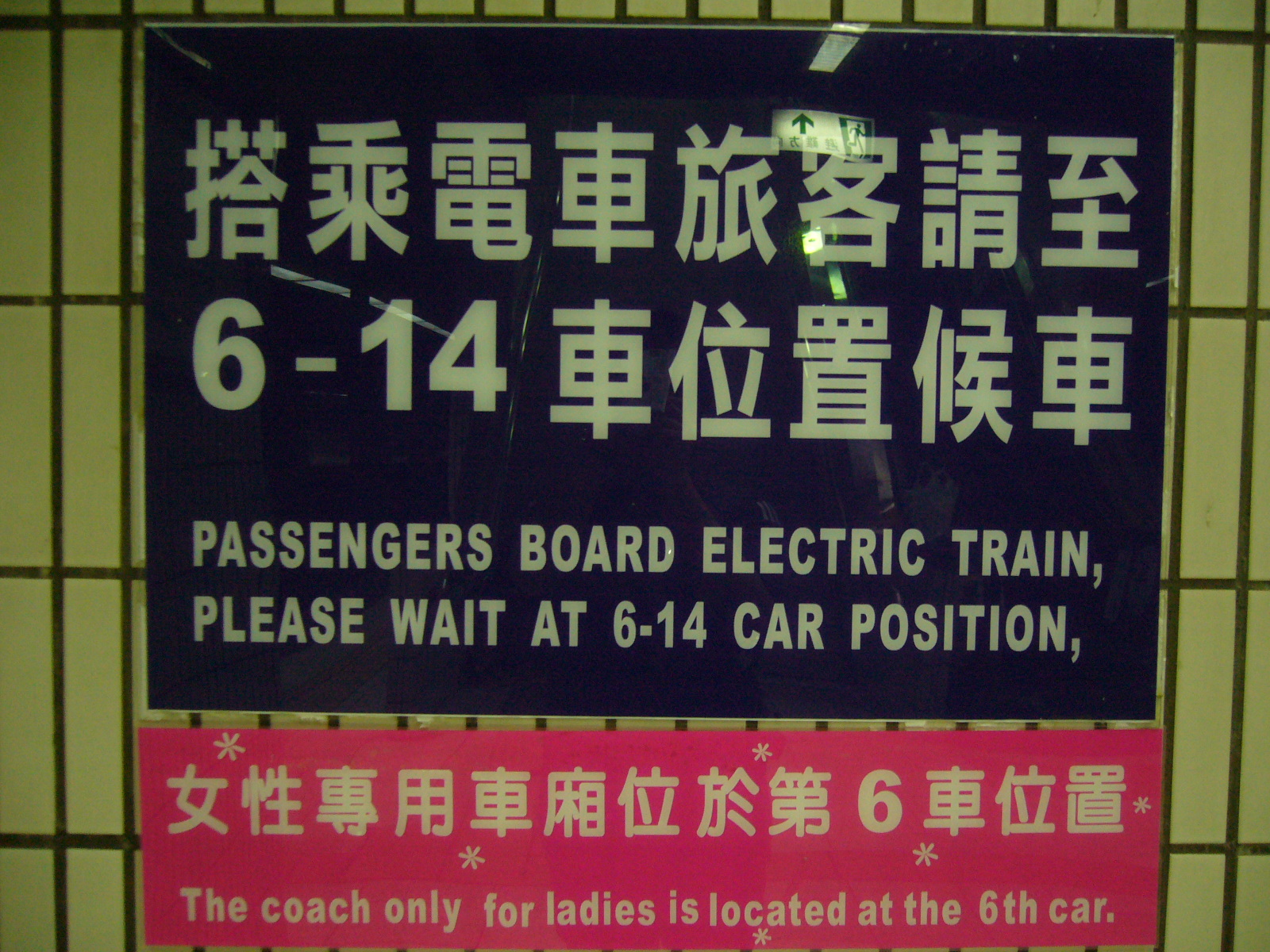
علامت در ایستگاه اصلی تایپه ، تایوان

## اروپا

### آلمان
کوپه‌های مخصوص زنان در قطار منطقه ای لایپزیگ به کمنیتس در سال ۲۰۱۶ معرفی شدند. واکنش مسافران متفاوت بود. در حالی که برخی از این اقدام استقبال کردند زیرا زنان احساس امنیت بیشتری می‌کردند، برخی دیگر فکر می‌کردند که تفکیک جنسیت‌ها «چیزی از گذشته» و «راه‌حلی عقب مانده» است.

### انگلستان

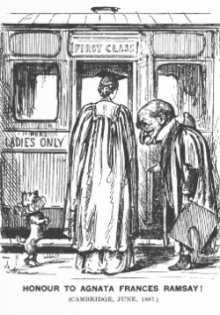
در سال ۱۸۸۷، مجله پانچ کاریکاتور جورج دو موریه را در مورد موفقیت آگناتا باتلر در امتحانات کلاسیک منتشر کرد. او تنها کسی بود که در اولین کلاس کلاسیک Tripos در دانشگاه کمبریج در آن سال حضور داشت و او را بالاتر از همه مردان قرار داد. در اینجا، آقای پانچ (طلسم مجله) او را به یک محفظه درجه یک که فقط برای خانم‌ها است، می‌برد.

آخرین اختصاص «فقط بانوان» در قطارهای بریتانیا در سال ۱۹۹۷ حذف شد، به دلیل ترکیبی از انواع مختلف قطار که معرفی شد و قوانین برابری که از مقررات خاص جنسیتی جلوگیری می‌کرد.
در نوع قدیمی قطارهای محلی که دیگر کار نمی‌کنند، کوپه‌های جداگانه از نوع سنتی دقیقاً در سراسر واگن قرار داشتند (معمولاً ۹ کوپه یا بیشتر در هر واگن)، بدون راهرو، صندلی‌های نیمکتی برای ۵ نفر یا بیشتر در هر طرف، و دسترسی فقط از طریق واگن بسیاری از درهای جانبی فردی به دلیل نگرانی‌های مسافران زن که ممکن است هنگام پیاده‌شدن مسافران همراه با مردان در کوپه باقی بمانند، چند کوپه (معمولاً کوپه انتهایی در هر واحد قطار) به‌عنوان «فقط بانوان» برچسب‌گذاری شد. در زمانی که محفظه‌های «سیگار ممنوع» با برچسب‌های پنجره قرمز و درجه یک با برچسب آبی مشخص می‌شد، محفظه‌های «فقط بانوان» با برچسب‌های پنجره سبز نشان داده می‌شد.
در سپتامبر ۲۰۱۴، کلر پری، معاون پارلمانی وزیر حمل و نقل، در طی سخنرانی در یک رویداد حاشیه ای در کنفرانس حزب محافظه کار، به احیای احتمالی کالسکه‌های مخصوص زنان اشاره کرد. در اوت ۲۰۱۵، جرمی کوربین، نامزد رهبری حزب کارگر گفت که در مورد گزینه معرفی کالسکه‌های مخصوص زنان برای کمک به کاهش آزار و اذیت مشورت خواهد کرد.